# Giuseppe Marzotto
Giuseppe Marzotto, ps. Charlie Brown (ur. 30 stycznia 1944 w Arzignano) – włoski żużlowiec.

## Życiorys
Jest jednym z prekursorów włoskiego sportu żużlowego. Motoryzacją zainteresował się w 1964 r., startując w rajdach samochodowych i wyścigach na torach motocrossowych (był wielokrotnym mistrzem w tych konkurencjach). W 1973 r. startował pod pseudonimem Charlie Brown. Poza startami w zawodach sportowych, pracował nad nowatorską konstrukcją silnika żużlowego, a w niedługim czasie opracował i wyprodukował własny silnik do motocykli żużlowych, który nazwał "GM". Silniki oraz kompletne motocykle żużlowe są produkowane od 1977 r. w fabryce należącej do Giuseppe Marzotto, mieszczącej się w miejscowości Sarego. Silniki "GM", na których jako pierwsi tytuły indywidualnych mistrzów świata zdobyli Egon Müller (1983) oraz Erik Gundersen (1984), są uznawane za jedne z najlepszych stosowanych w sporcie żużlowym.
W czasie swojej kariery żużlowej odniósł szereg sukcesów, m.in. zdobył 8 medali indywidualnych mistrzostw Włoch na żużlu, w tym 5 złotych (1975, 1976, 1977, 1978, 1983), srebrny (1974) oraz 2 brązowe (1979, 1980). Był również indywodualnym mistrzem Argentyny (1981).
Wielokrotnie reprezentował Włochy na arenie międzynarodowej, m.in. czterokrotnie uczestniczył w półfinałach mistrzostw świata par (Miszkolc 1976 – V miejsce), Lonigo 1977 – V miejsce, Debreczyn 1978 – IV miejsce, Treviso 1981 – V miejsce), trzykrotnie w kontynentalnych półfinałach drużynowych mistrzostw świata (Landshut 1976 – III miejsce, Abensberg 1978 – IV miejsce, Rodenbach 1980 – IV miejsce) oraz w latach 1974–1983 w eliminacjach indywidualnych mistrzostw świata (najlepszy wynik: Leningrad 1976 – XII miejsce w finale kontynentalnym).
W 1976 r. startował w lidze brytyjskiej, w barwach klubu Wolverhampton Wolves, uzyskując średnią meczową 3,22 pkt.